# Steppe et forêts claires du Nord du Sahara
Localisation
Les steppe et forêts claires du Nord du Sahara forment une écorégion terrestre définie par le Fonds mondial pour la nature (WWF), qui appartient au biome des déserts et brousses xériques de l'écozone paléarctique. Elle se situe s'étend en Afrique du Nord à travers le Sahara occidental, la Mauritanie, le Maroc, l'Algérie, la Tunisie, la Libye et l’Égypte. Dans sa partie occidentale, elle forme une transition entre le domaine méditerranéen au Nord et le véritable désert au Sud. Cette zone connait des hivers frais, durant lesquelles les précipitations modestes permettent la floraison de plusieurs espèces végétales.

## Faune
L'écorégion abritent plusieurs rongeurs endémiques du Sahara comme la Gerboise à quatre doigts, la Gerbille champêtre, la Gerbille de James, la Gerbille pâle, la Gerbille de Simon, la Gerbille des sables, la Gerbille à queue grasse, la Gerbille de Shaw, le Goundi de l'Atlas et le Goundi du Sahara. On rencontre également localement certains ongulés, telle la Gazelle de Cuvier, la Gazelle dorcas et la Gazelle leptocère.